# Marco Venturini
Marco Venturini (n. 12 iulie 1960, Pistoia, Toscana, Italia) este un trăgător de tir ce a reprezentat Italia, medaliat olimpic. A participat la 4 ediții ale Jocurilor Olimpice (1992, 1996, 2000, 2004) în care a câștigat o medalie de bronz.